# Olaf Grohmann

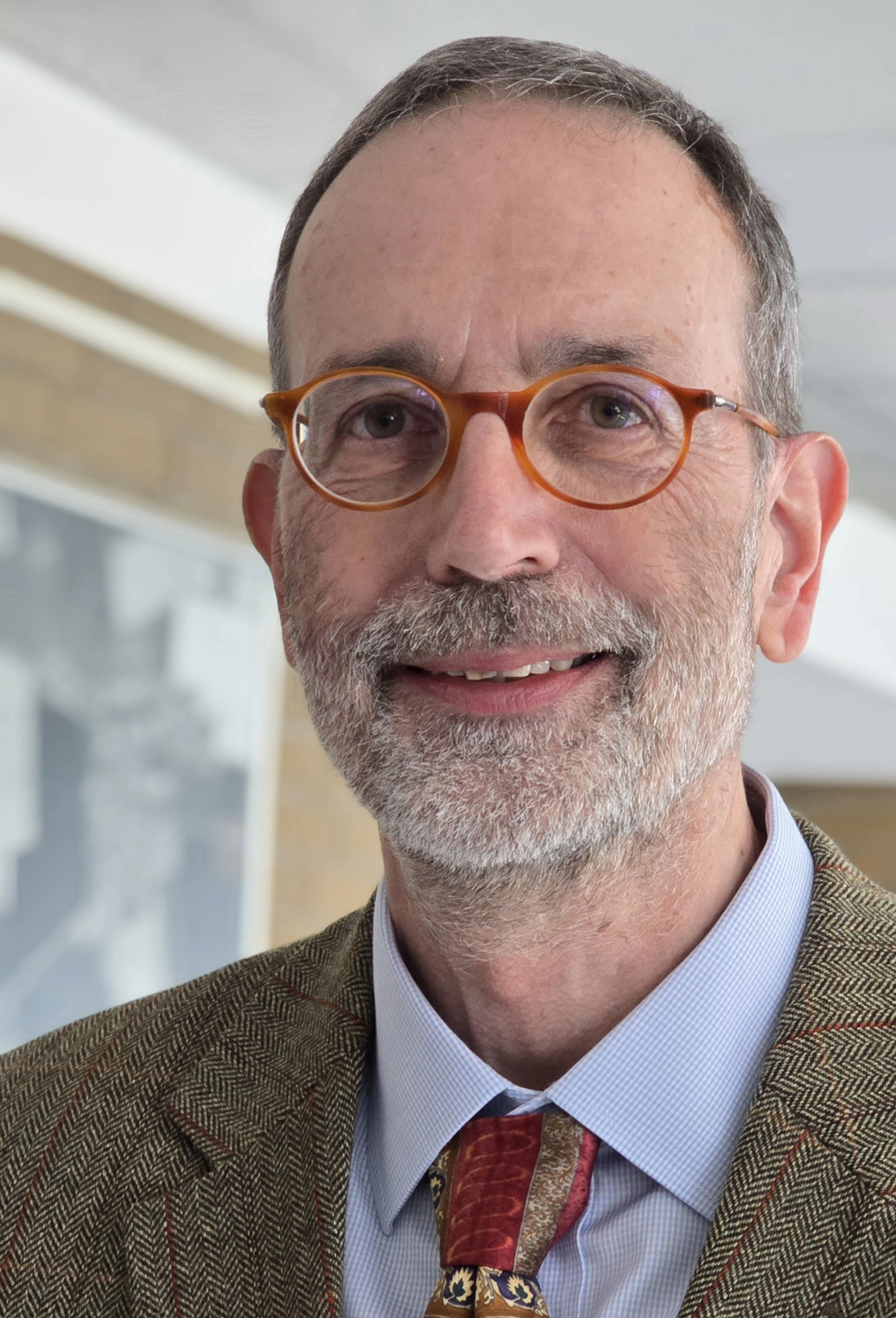
Olaf Grohmann im März 2025

Olaf Grohmann (geboren 1960) ist ein deutscher Historiker, Publizist, Ausstellungsmacher, Verleger und Fotograf.

## Leben
Nach seinem Schulabschluss studierte Olaf Grohmann in Hannover an der dortigen Universität die Fächer Geschichte, Anglistik und Pädagogik und schloss mit seiner Promotion zum Dr. phil. ab.
Grohmann arbeitet freiberuflich als Geschichtswissenschaftler, Autor, Ausstellungsmacher und Verleger. Als fotografischer Autodidakt hielt er zahlreiche seiner bevorzugten historisch-technischen Objekte dokumentarisch im Bild fest. Grohmann gehört dem Netzwerk Industriekultur im mittleren Niedersachsen mit Sitz in Wennigsen am Deister an, ebenso wie die Fotografen Martin Stöber und Hartmut Möller. Gemeinsam schufen die drei einen Fundus an Schwarz-Weiß-Fotografien mit Bildern von historischen technischen Einrichtungen wie Industrieanlagen, Bergwerken, Verkehrswegen oder Wasserbauten im Raum zwischen Hannover, Hildesheim und Hameln, mit denen sie die Industriegeschichte im mittleren Niedersachsen wie Verfall oder Nachnutzung zum Zeitpunkt des Jahres 2017 dokumentierten und in der Fotoausstellung mit dem Titel „Relikte“ im Museum am Hüttenstollen in Salzhemmendorf einer größeren Öffentlichkeit zugänglich machten.

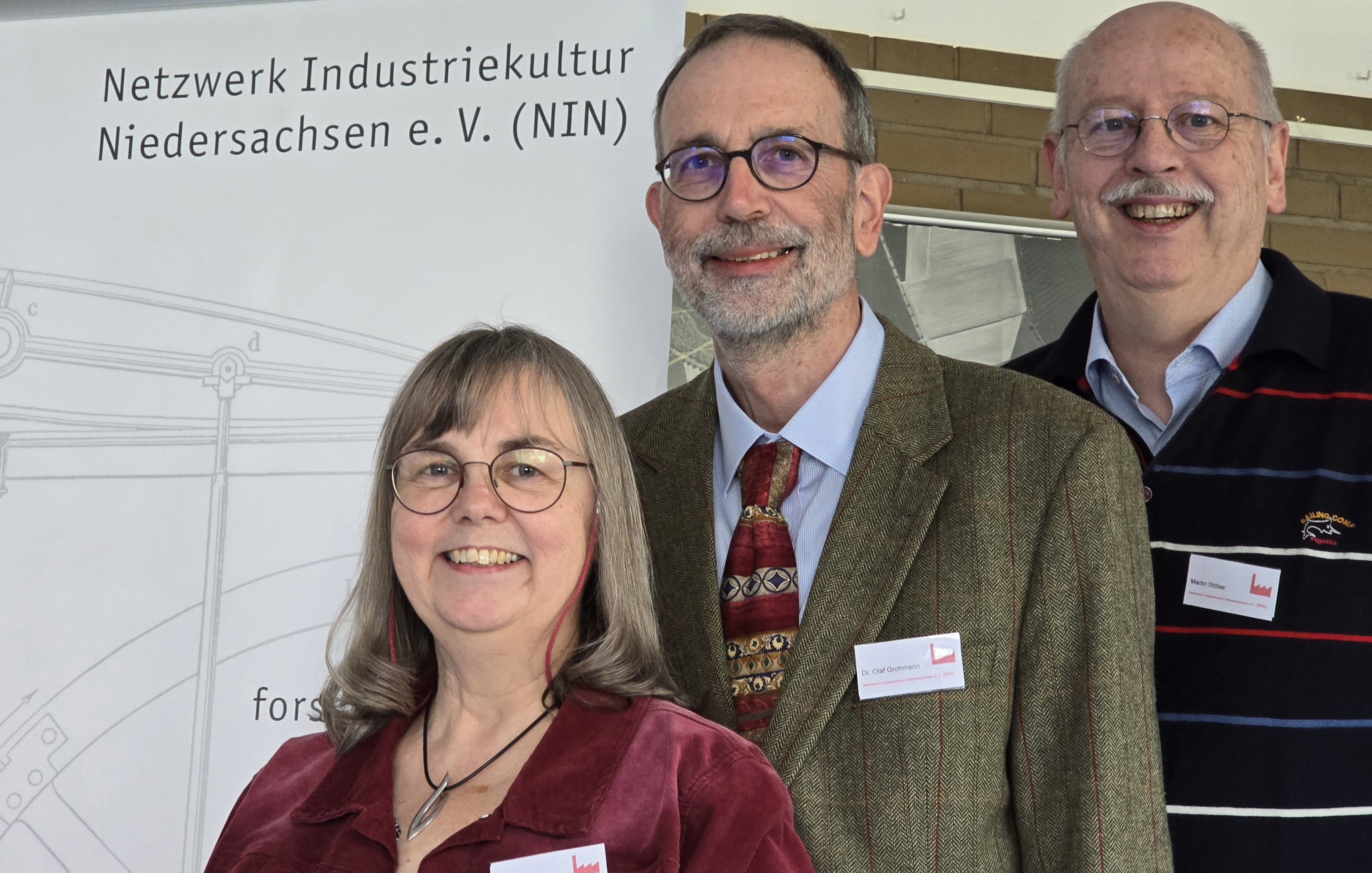
Grohmann mit Ehefrau Martina und Martin Stöber vom Verein Netzwerk Industriekultur Niedersachsen e.V.

Grohmann ist mit der Historikerin Martina Grohmann verheiratet, mit der er die Neukonzeption für das Besucherbergwerk Hüttenstollen in Salzhemmendorf-Osterwald entwickelte.

## Schriften (Auswahl)
- Geschichte der Wasser- und Energieversorgung der Stadt Hannover. Von den Anfängen bis zur Gegenwart, Hrsg.: Stadtwerke Hannover AG, Hannover: Stadtwerke AG, circa 1991
- Die Wasserversorgung und Abwasserentsorgung der Stadt Hannover im 17. und 18. Jahrhundert. Aspekte frühneuzeitlicher urbaner Umweltgestaltung, Dissertation im Jahr 2000 an der Universität Hannover, 2000
- Stadtentwässerung Hannover. Die Geschichte, Hannover: Stadtentwässerung Hannover, 2005, ISBN 978-3-938769-01-0 und ISBN 3-938769-01-7; Inhaltsverzeichnis
- 100 Jahre Strom für Schneverdingen. Vom Gemeinde-Elektrizitätswerk zum modernen Dienstleistungsunternehmen, mit einer CD-Rom, Hannover: ecrivir Verlag, 2006, ISBN 978-3-938769-04-1 und 3-938769-04-1
- Martina Grohmann, Olaf Grohmann: Die Sozialdemokraten rühren sich ... schon tüchtig. Zur Geschichte der SPD im Heidekreis, Hrsg.: Sozialdemokratische Partei Deutschlands im Heidekreis, Hannover: ecrivir – die Textmacher, 2013, ISBN 978-3-938769-13-3
- Olaf Grohmann, Anne Bader: „Villa Tramm.“ Zur Geschichte eines Hauses. Festschrift für die „Villa Tramm“, hrsg. vom Steuerberaterverband Niedersachsen, Sachsen-Anhalt e.V., Hannover, Stuttgart; München; Hannover; Berlin; Weimar; Dresden: Boorberg, 2013, ISBN 978-3-415-05089-1; Inhaltsverzeichnis
- Martina Grohmann, Olaf Grohmann: Wohnen. Die Geschichte der ersten hannoverschen Wohnungsbaugenossenschaft Spar- und Bauverein, Hrsg.: Spar- und Bauverein eG, Hannover: ecrivir – die Textmacher, 2014, ISBN 978-3-938769-14-0; Inhaltsverzeichnis
- Olaf Grohmann, hannover.contex (Text): Erfahrungsschatz aus 125 Jahren. 1885–2010, Hrsg. von der Spar- und Bauverein eG, Hannover: Spar- und Bauverein, [2015 ?]; Inhaltsverzeichnis